# Сиддики, Аафия
Аафия Сиддики (род. 2 марта 1972) — пакистанская учёная-когнитивный нейробиолог. В 2010 году в США её приговорили к 86-ти годам лишения свободы за нападение на американских следователей в Афганистане.
Четыре британских депутата назвали суд серьёзной ошибкой, которая нарушила Шестую поправку к Конституции Соединённых Штатов, а также обязательства Соединённых Штатов в качестве члена Организации Объединённых Наций, и потребовали освобождения Сиддики. В письме к президенту США Бараку Обаме, они заявили о нехватке доказательств и данных судебной экспертизы. Многие из сторонников Сиддики, включая некоторые международные организации прав человека, утверждают, что Сиддики не была террористкой и что она и её маленькие дети были незаконно задержаны, допрошены и подвергнуты пыткам пакистанской разведкой и американскими властями во время её пятилетнего «исчезновения».
В 2010 году на аудиозаписи, представленной в качестве доказательства, начальник полиции провинции Синд подтвердил свою личную причастность к аресту и похищению Сиддики и её трех маленьких детей в марте 2003 года. Он сказал, что в это были вовлечены местные власти Карачи, наряду с агентами пакистанских спецслужб (Межведомственная разведка), ЦРУ и ФБР.

## Биография

### Происхождение
Аафия родилась в Карачи, Пакистан, в семье нейрохирурга Мухаммеда Салея Сиддики и учительницы Исмет Фаручи.. Её мать происходила из влиятельной семьи и была также членом парламента Пакистана. Аафия Сиддики — младшая из трех детей в семье. Её брат — архитектор. Сестра, Фоузия — невропатолог.
Сиддики обучалась и вела научную работу в США, в Массачусетском технологическом институте и Университете Брандейса
После окончания университета вышла замуж за живущего в США пакистанского врача Мухаммеда Амхада Хана, но в 2002 году развелась с ним и вернулась в Пакистан, где, как утверждается, вышла замуж за Аммара аль-Балучи, племянника одного из организаторов нападений 11 сентября 2001 года Халида Шейха Мохаммеда. Как и Шейх Мохаммед, он находится в лагере Гуантанамо.

### Исчезновение в 2003 году
1 марта 2003 года в руки американских спецслужб попал Халид Шейх Мохаммед, подозреваемый в организации терактов 9/11, он был дядей второго мужа Сиддики. На допросах Халида пытали, в том числе 183 раза пыткой водой.
По видимости под влиянием пыток Халид Шейх назвал имена Сиддики и Амхада Хана, её первого мужа. В итоге Хан был арестован и допрошен ФБР, но вскоре освобожден.

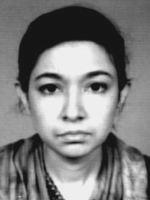
Фотография Сиддики, сделанная ФБР для розыска.

Опасаясь что ФБР арестует её в Карачи, и опасаясь за детей, 30 марта она покинула дом её родителей вместе с тремя детьми. Она взяла такси к аэропорту, чтобы успеть на утренний рейс в Исламабад, чтобы посетить дядю, но в Исламабад не прилетела и исчезла.
Родные не знали о её местонахождении с марта 2003 г. по июль 2008 г.
1 апреля 2003 года, местные газеты сообщили, и Пакистанское министерство внутренних дел подтвердило, что некая женщина была арестована по террористическим обвинениям. «Boston Globe» писал, что имеет сведения, что пакистанские власти задержали именно Сиддики, и что она в руках агентов ФБР. Однако, несколько дней спустя, и Пакистанское правительство и ФБР уже публично отрицали какое-либо отношение к её исчезновению.
Сестра Сиддики и её мать отрицали, что у Сиддики были связи с Аль-Каидой, и полагают, что агенты из США задержали её после того, как она исчезла в Пакистане в марте 2003 года со своими тремя детьми. Они указывают на комментарии бывших узников спецтюрьмы Баграм (Следственный изолятор Парвана), которые говорят, что они видели женщину в той тюрьме, и это была Сиддики. Её сестра сказала, что Сиддики насиловали и пытали в течение пяти лет.
Согласно британской журналистке Ивонн Ридли, Сиддики провела те годы в одиночном заключении в тюрьма Баграм как Заключённая 650. Шесть организаций прав человека, включая Amnesty International, причисляли её к «заключённым-призракам» (англ. Ghost detainee), удерживаемым властями США. Сиддики утверждает, что она была похищена американской и пакистанской разведками.

### События 2008 года
В 2008 году американские власти неожиданно объявили об аресте Сиддики в Афганистане. По их словам 17 июля её арестовала местная полиция, а 18 июля туда уже прибыли два агента ФБР, два американских военных и военные переводчики. Также по их словам комната где её допрашивали, разделялась занавеской, и за ней находилась Сиддики, один из военных оставил свой автомат М4 около занавески, и Сиддики захватила автомат, и выстрелила, как свидетельствовал военный «как минимум два раза», но ни в кого не попала; переводчики стали выхватывать у неё автомат, после чего тот же военный выстрелил в неё из пистолета.

### Суд
После 18 месяцев ареста заседание по делу Сиддики началось в Нью-Йорке 19 января 2010. На первом заседании Сиддики сказала, что знает, кто устроил теракты в США 11 сентября: «я хочу помочь президенту США разделаться с этой группировкой… это — внутренняя, американская группировка; это не мусульмане.»
Защитники Сиддики сказали, что нет никаких данных судебной экспертизы, что в комнате, где все происходило вообще стреляли из автомата. Они отметили, что девять свидетелей от американского правительства, высказывали противоречивые версии по поводу того, сколько людей было в комнате, где они именно находились и сколько выстрелов было выпущено. Согласно Ассошиэйтед Пресс Пакистана, эксперт по огнестрельному оружию ФБР Карло Розати выступая в федеральном суде сомневался, стреляли ли из автомата M-4 на месте предполагаемого преступления; агент ФБР свидетельствовал, что отпечатков пальцев Сиддики также не было найдено на том автомате. Также один свидетель доказывал, что Сиддики стояла на коленях когда стреляла, другой что стояла в полный рост.
Сиддики заявляла, что не желает, чтобы кто-то мстил за неё. Во время приговора при словах о возможной апелляции она сказала «я апеллирую к Богу, и Он слышит меня.»
В качестве доказательства прокурор ссылался на то, что при задержании у Сиддики были изъяты записи, касающиеся изготовления "грязных бомб", цианид натрия и список достопримечательностей Нью-Йорка.
Судья Берман во время произнесения приговора сказал, что Сиддики желает уничтожить Америку и американцев, на что та ответила что простила того военного который стрелял в неё и также прощает судью, и заявила -« Я мусульманка, но я люблю Америку. Я не хочу, чтобы проливалась кровь, Я хочу только мира, и не хочу войн.»

### Реакция
Антивоенная активистка Синди Шихан раскритиковала приговор и всю судебную процедуру, говоря, что это был суд кенгуру, с судьей, который с самого начала не скрывал своей предвзятости.
Нынешний адвокат Сиддики, Тина М. Фостер, заявила, что ранение Сиддики в Афганистане, отправка её на военную базу США в Баграме, и насильственная переправка в Соединенные Штаты Америки — это незаконные действия и нелегальная экстрадиция.
В августе 2009 года премьер-министр Пакистана Юсуф Реза Гилани встретился с сестрой Сиддики в своей резиденции, и заверил её, что Пакистан будет добиваться экстрадиции Сиддики из США. Правительство Пакистана потратило 2 млн долларов на услуги трех адвокатов по защите Сиддики во время процесса. Многие сторонники Сиддики присутствовали во время судебного разбирательства в зале, около здания суда также собирались десятки людей, чтобы требовать её освобождения.
После приговора тысячи студентов, политических и общественных активистов протестовали в Пакистане. Некоторые скандировали антиамериканские лозунги, сжигали американские флаги и чучела президента Барака Обамы. Сестра Сиддики многократно участвовала в этих митингах.
Пакистанское посольство в Вашингтоне выразило тревогу в связи с приговором, и заявило что будет добиваться экстрадиции.
News International, крупнейший англоязычный таблоид Пакистана, 3 марта 2010 года опубликовал письмо Талат Фарук, исполнительного редактора журнала Criterion в Исламабаде, в котором она написала о волне антиамериканизма вызванной приговором: «правые партии … в очередной раз сыграли карту антиамериканизма для достижения своих собственных политических целей… Наша ненависть к Америке, в основе некоторых вполне реальные обиды, также служит удобной дымовой завесой, чтобы избежать какого-либо рационального мышления.»
В статье New York Times о пакистанской реакции говорится, что обстоятельства дела «противоречивые и часто животрепещущие» и что, «пакистанские средства массовой информации, в целом изображают этот процесс как „фарс“ и как пример несправедливости по отношению к мусульманам в Соединенных Штатах с 11 сентября 2001 года.»
В сентябре 2010 года Министр внутренних дел Пакистана Рахман Малик направил письмо Генеральному прокурору США, призывающее к экстрадиции Сиддики в Пакистан. Он написал, что дело Сиддики стало предметом общественного беспокойства в Пакистане и её экстрадиция показала бы добрые намерения США.
В августе 2014 года стало известно, что похитители, которые взяли на себя ответственность за казнь фотожурналиста из США Джеймса Фоли, упоминали Сиддики в электронном письме к семье Фоли. В нем авторы письма называли её своей «сестрой» и что Исламское государство было готово возвратить Фоли в США в обмен на неё, на что США не пошло.